# Alsószénégető
Alsószénégető (németül Unterkohlstätten) község  Ausztriában, Burgenland tartományban, a Felsőőri járásban. 1971-ben Felsőszénégetőt, Gyöngyösfőt, Szalónakhutát és Vágodot csatolták hozzá.

## Fekvése
Felsőőrtől 20 km-re északkeletre, a Kőszegi-hegység északi völgyében fekszik.
A kataszteri közösségek Szalónakhuta, Gyöngyösfő, Vágod, Felsőszénégető és Unterkohlstätten.

## Története

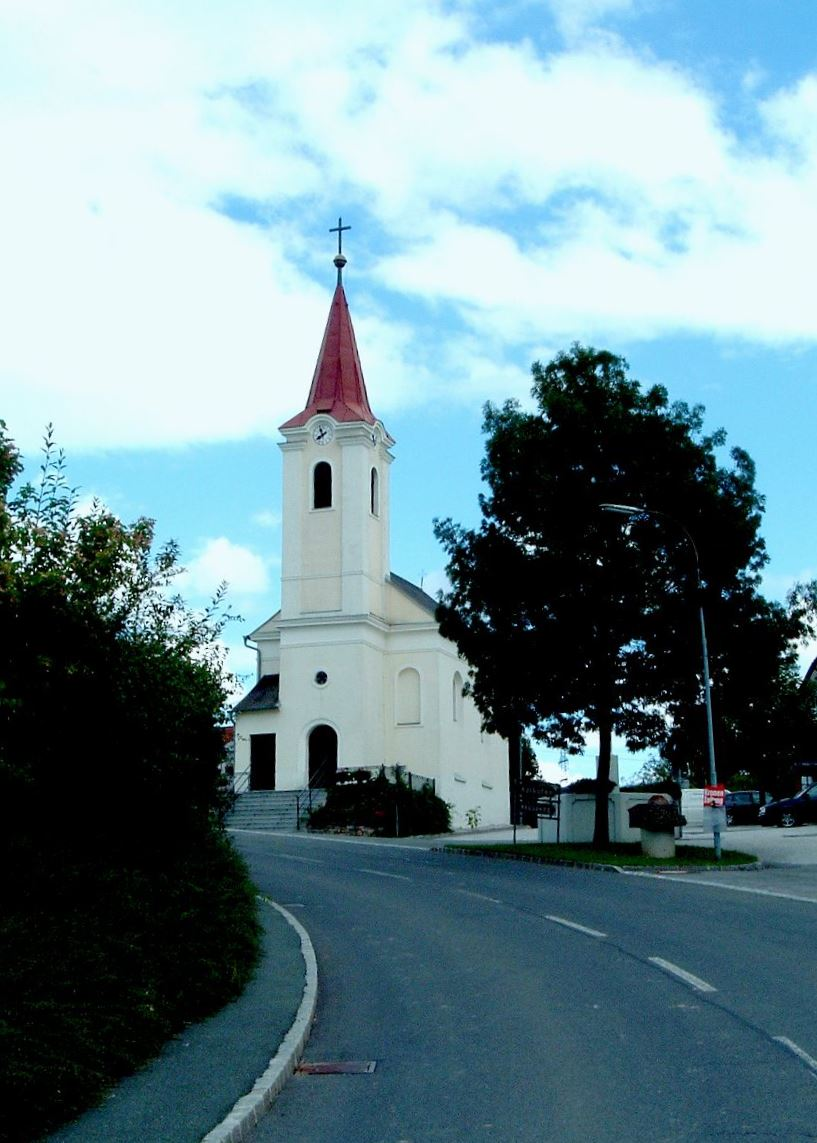
Alsószénégető temploma

Területe ősidők óta lakott. Határában római telep nyomait és sírokat tártak fel.
A települést a 16. század végén alapították, lakói az uradalmi kohókhoz égettek szenet. 1597-ben "ZenEgheto" néven említi oklevél. Alsó- és Felsőszénégető 1640-ben vált ketté. A település 1780-ig Léka plébániájához tartozott, ekkor azonban a szomszédos Felsőszénégető plébániájához csatolták. 1859-re felépült a község temploma, 1875-ben pedig az iskola épülete.
Vas vármegye monográfiája szerint " Alsó-Szénégető, 280 németajkú r. kath. és ág. ev. lakossal bíró és 44 házból álló község. Postája Gyöngyösfő, távírója Léka. A rómaiak korában környékén kisebb római telep vagy tábor lehetett, mert határában római sírok vannak."
1907-ben Szalónakhutáról ide tették át az anyakönyvi hivatalt.
1910-ben 1454 lakosából 1225 német, 20 magyar, 5 horvát, 203 egyéb volt. Ebben az évben alakult meg a község önkéntes tűzoltóegylete. A trianoni békeszerződésig Vas vármegye Kőszegi járásához tartozott. 1921-ben Ausztria Burgenland tartományának része lett. 1923-ban Gyöngyösfőről ide költöztették a postahivatalt és bankfiók létesült. 1931-ben csendőrőrs létesült. 1936-ban Lékáról megteremtették a telefonösszeköttetést. 1951-ben bevezették az elektromos áramot a községbe. 1954-ben megépült a vízvezeték. 1971-ben Alsó- és Felsőszénégető, Szalónakhuta, Gyöngyösfő és Vágod egy községben egyesült. 1989-ben biomassza üzem létesült a településen. 2001-ben 1103 lakosából 1081 német, 19 magyar, 3 fő egyéb volt.

## Nevezetességei
- Sarlósboldogasszony tiszteletére szentelt római katolikus temploma 1859-ben épült, előtte 1904-ben készített kanalasgém szoborral díszített kút áll.
- A Gruber család háza előtt álló Szűz Mária-szobrot 1938-ban Bécsből hozták át ide.
- Számos turistaút indul innen a Kőszegi-hegységbe és környékére.